# Związek Zawodowy Rolników „Ojczyzna”
Związek Zawodowy Rolników „Ojczyzna” – związek zawodowy założony w lutym 2001 przez grupę rolników głównie z województwa lubelskiego. Do celów statutowych związku należy obrona rolników przed organami władzy państwowej i reprezentowanie interesów wsi podczas tworzenia prawa.

## Historia związku
Wśród założycieli związku znaleźli się byli działacze Związku Zawodowego Rolnictwa „Samoobrona” i byli politycy Polskiego Stronnictwa Ludowego.
Przywódcą tej grupy został były wiceprzewodniczący „Samoobrony” Regionu Lubelskiego Leszek Zwierz, który objął funkcję przewodniczącego organizacji. Jego zastępcą został były wiceprzewodniczący Samoobrony RP Janusz Malewicz.
Po śmierci Leszka Zwierza w maju 2006, funkcję przewodniczącego związku objął Lucjan Cichosz.